# 周應治
周應治（1556年—1621年），字君衡，号鼎石，学者称鼎石先生，明朝政治人物，浙江鄞县人。。

## 生平
出自明朝新庄周氏，父周国华。大明万历七年（1579年）己卯科浙江乡试第七十五名舉人，八年（1580年）庚辰科，登会试第一百六十名，三甲第八十二名进士。刑部觀政，本年授任分宜县县令，颇有政声。十三年充江西乡试同考官。万历十五年（1587年），升南京吏部考功主事，十九年升文选司署郎中事主事。万历二十年（1592年），升山东提学佥事。万历二十三年（1595年）五月，迁广东左参议，广东任上，在惠州建天泉书院，集一时学者名士。二十六年五月升云南按察司副使，二十七年丁憂。
萬曆二十九年七月起补湖广副使，三十二年湖广巡抚赵可怀被楚王府宗人杀死，周应治被殴打受重伤，同年十月调任下荆南道。三十五年正月因考察去職。
家居修养期间，尽力侍奉祖母，有孝名。

## 著作
著作宏富。
- 《星轺玉笈》
- 《证道编》
- 《至道编》六卷
- 《山东壬午死事七忠传》
- 《石窗副墨》
- 《霞上草》
- 《明湖讲录》
- 《圣学传心》
- 《玉几山房文集》十卷
- 《广广文选》二十四卷，入选《四库全书存目丛书补编》
- 《霞外尘谈》十卷，入选《四库存目丛书》[5]
- 繤修《分宜县志》

## 家族
曾祖周诺。祖周观。父周国华，封知县。兄周应宾，萬曆十一年进士。